# Marie Hamel

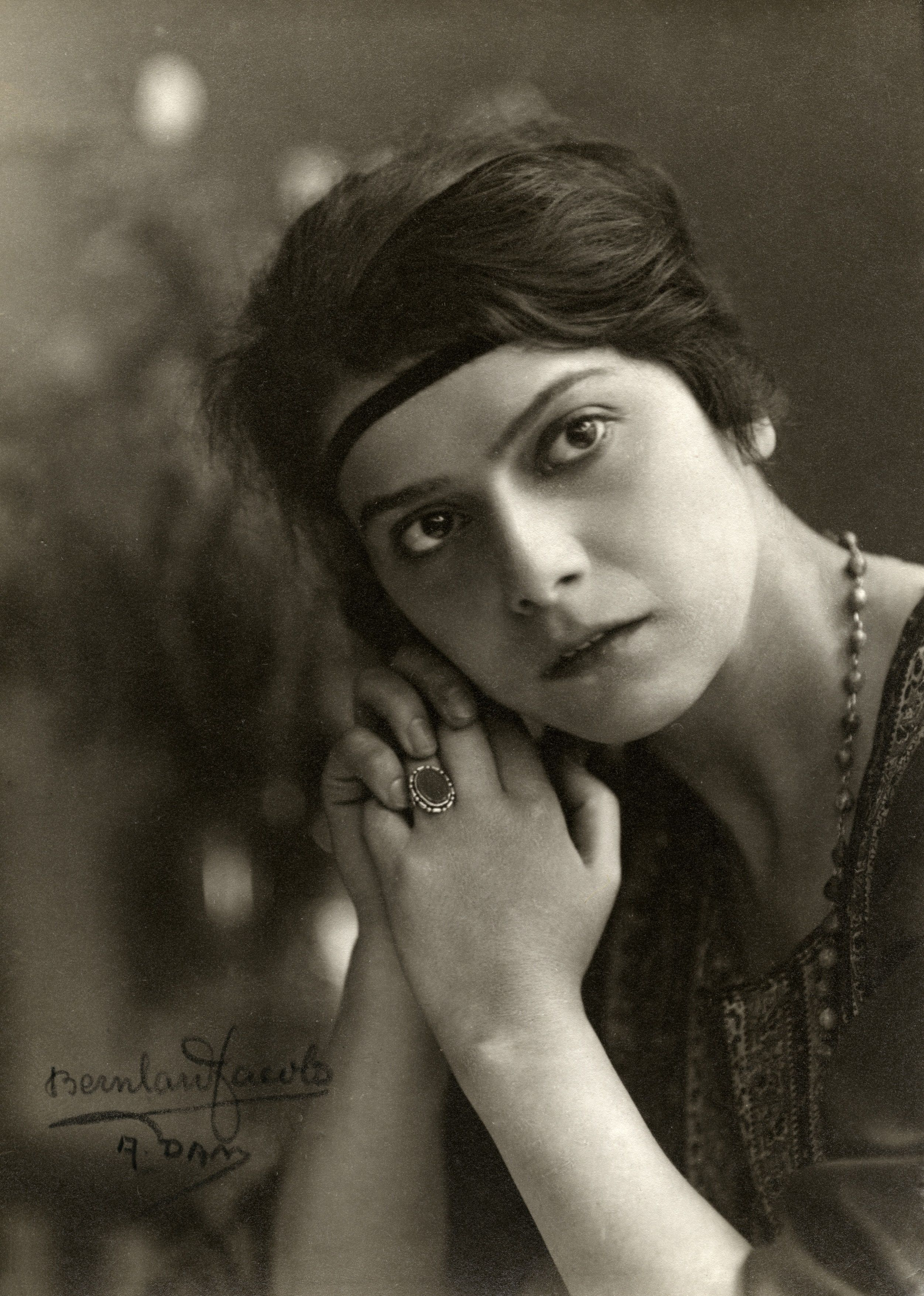
Marie Hamel (ca. 1920)

Marie Hamel (Amsterdam, 4 december 1896 – Laren, 23 juni 1964) was een Nederlands actrice. Zij was een zuster van de theaterimpresario Meyer Hamel.
De Joodse actrice Marie Hamel werd geboren in 1896. Ze studeerde in 1920 af aan de Amsterdamse Toneelschool. Ze was verbonden aan verschillende toneelgezelschappen zoals de Nederlandse Comedie en Toneelgroep Theater. Hamel was ook zeer sociaal bewogen en bekleedde verschillende posten in het organisatiewezen. Zo was ze lid van het bestuur van de Nederlandse Federatie van Beroepsverenigingen van Kunstenaars en lid van de Raad voor de Kunst.

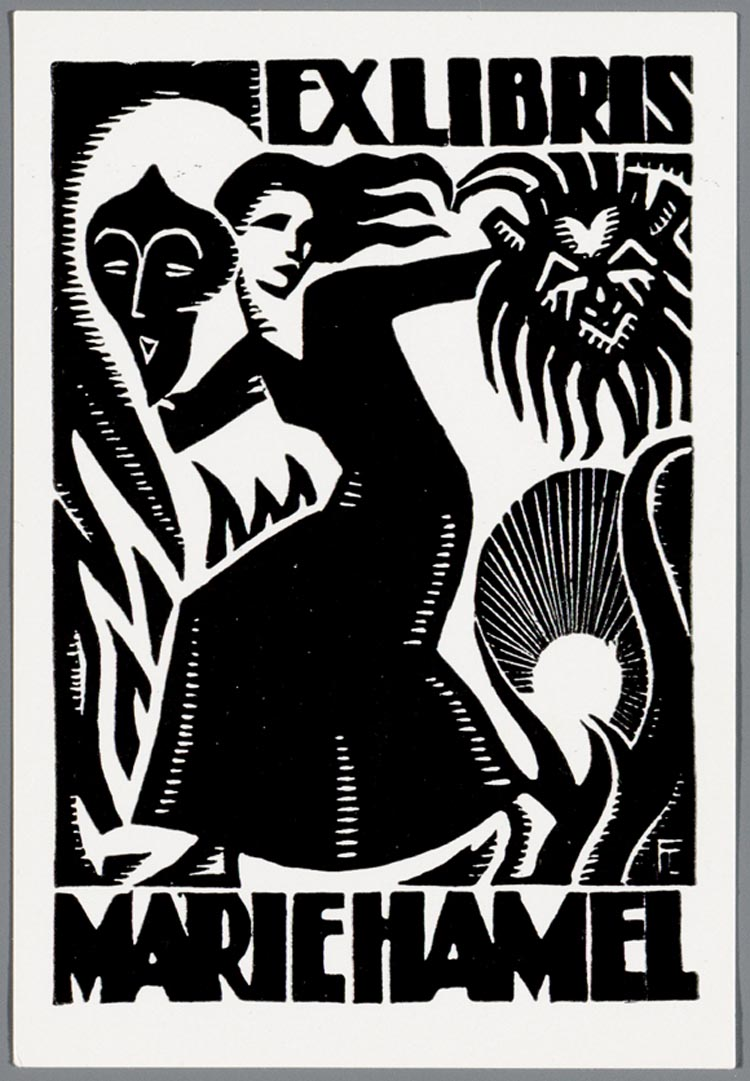
Ex libris door Fré Cohen

Hamel stierf in Laren in 1964.

## Onderscheidingen
- Ridder in de Orde van Oranje-Nassau (1962)

## Filmografie
- 1951: Alice in Wonderland (Nederlandse stem van de Hartenvrouw)
- 1961: Dienst op Golgotha
- 1961: De harp
- 1961: De rinoceros